# Лысогорка (Башкортостан)
Лысогорка (баш. Лысогорка) — деревня в Бижбулякском районе Республики Башкортостан Российской Федерации. Входит в состав Зириклинского сельсовета. 

## География

### Географическое положение
Расстояние до:
- районного центра (Бижбуляк): 23 км,
- центра сельсовета (Зириклы): 10 км,
- ближайшей ж/д станции (Приютово): 37 км.

## Население
| 2002 | 2009 | 2010 |
| ---- | ---- | ---- |
| 175  | ↘163 | ↘158 |

Согласно переписи 2002 года, преобладающая национальность — эрзяне (мордвины (42 %), мордовцы (34 %).